# Basílica de San Paolo Maggiore
La basílica de San Paolo Maggiore (en italià, Basilica di San Paolo Maggiore) és una basílica de Nàpols, al sud d'Itàlia, situada a la plaça de San Gaetano del centre històric. És el lloc de sepultura de Gaietà de Thiene, conegut com a Sant Gaietà, fundador, amb el papa Pau IV, de l'Orde de Clergues Regulars o Teatins, i mort a la ciutat el 1547.

## Història
L'església d'estil barroc es troba al lloc del temple dels Dioscurs del segle i, i va ser construïda sobre les ruïnes d'aquell temple. L'església ocupava la zona darrere del prónaos del temple. La part frontal d'aquest últim, que inclou sis columnes i un timpà triangular, va ser visible fins al 1688, quan va ser destruïda per un terratrèmol. L'església actual inclou dues columnes corínties de l'antic edifici. Se situen incòmodes al davant, unides per una fràgil biga que surt de la façana. L'església aixecada aquí als segles VIII-IX va ser dedicada a Sant Pau per celebrar una victòria l'any 574 del Ducat de Nàpols contra el saqueig dels sarraïns.
L'any 1538, l'edifici va ser cedit a Gaietà de Thiene i al seu orde dels teatins. Gaietà portava sis anys a Nàpols treballant en la construcció del seu orde. El sacerdot i arquitecte teatí Francesco Grimaldi va dissenyar la casa adjacent per a l'orde. A principis de la dècada de 1580 es va iniciar la reconstrucció general de l'església amb l'aixecament del transsepte i l'absis poligonal. Va ser seguida per la nau construïda per Gian Battista Cavagna. Els passadissos, dissenyats per Giovan Giacomo di Conforto, daten del 1625 en endavant. A mesura que l'edifici avançava, va ser decorat i embellit, sobretot per Massimo Stanzione que va pintar el sostre de la nau amb una sèrie de teles que representaven esdeveniments de la vida de Sant Pau. Amb motiu de la canonització del fundador de l'Orde, Sant Gaietà, Dionisio Lazzari va connectar sense èxit la façana amb les columnes del temple amb un mur, provocant l'enfonsament de l'edifici l'any 1688.
La decoració va continuar al segle xviii amb, entre d'altres, Domenico Antonio Vaccaro i Francesco Solimena, que van reutilitzar elements de marbre de l'antic edifici per al nou paviment i les pilastres de la nau.
L'església va ser greument danyada per un bombardeig aliat el 1943, que va provocar la destrucció gairebé total dels frescos de Massimo Stanzione.

## Interior
L'interior és de planta de creu llatina. La nau té restes dels frescos de Stanzione que representen Històries dels Sants Pau i Pere. Altres frescos de Francesco Solimena es poden veure a la sagristia. A la nau també hi ha una estàtua de l'Àngel Custodi (1712) de Domenico Antonio Vaccaro. Destaquen, sobretot per les seves decoracions de marbre, les capelles de Firrao di Sant'Agata i la Madonna della Purità, ambdues datades del segle xvii. L'altar major va ser esculpit el 1775-1776 segons un disseny de Ferdinando Fuga.

## Galeria

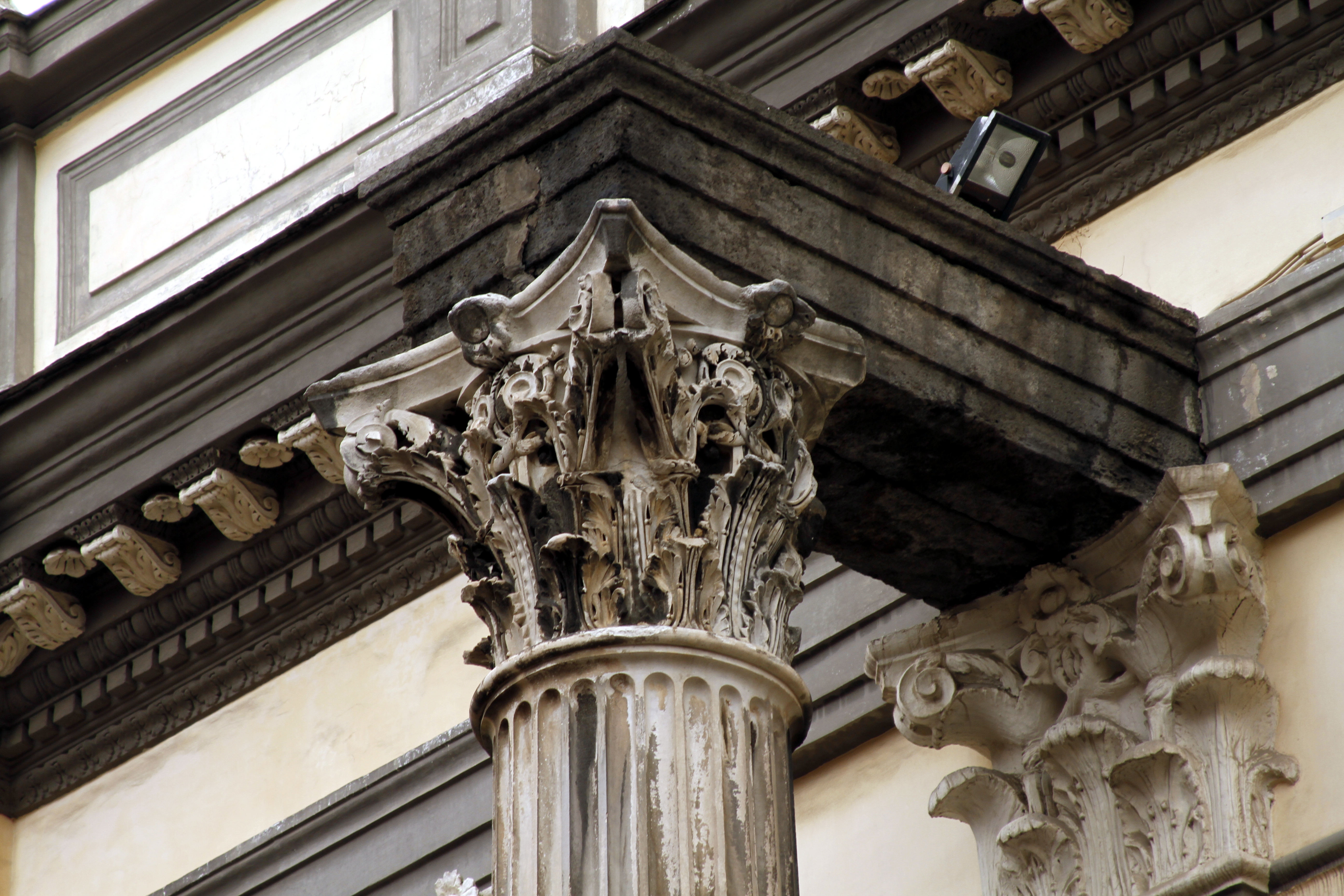
Detall d'una columna coríntia
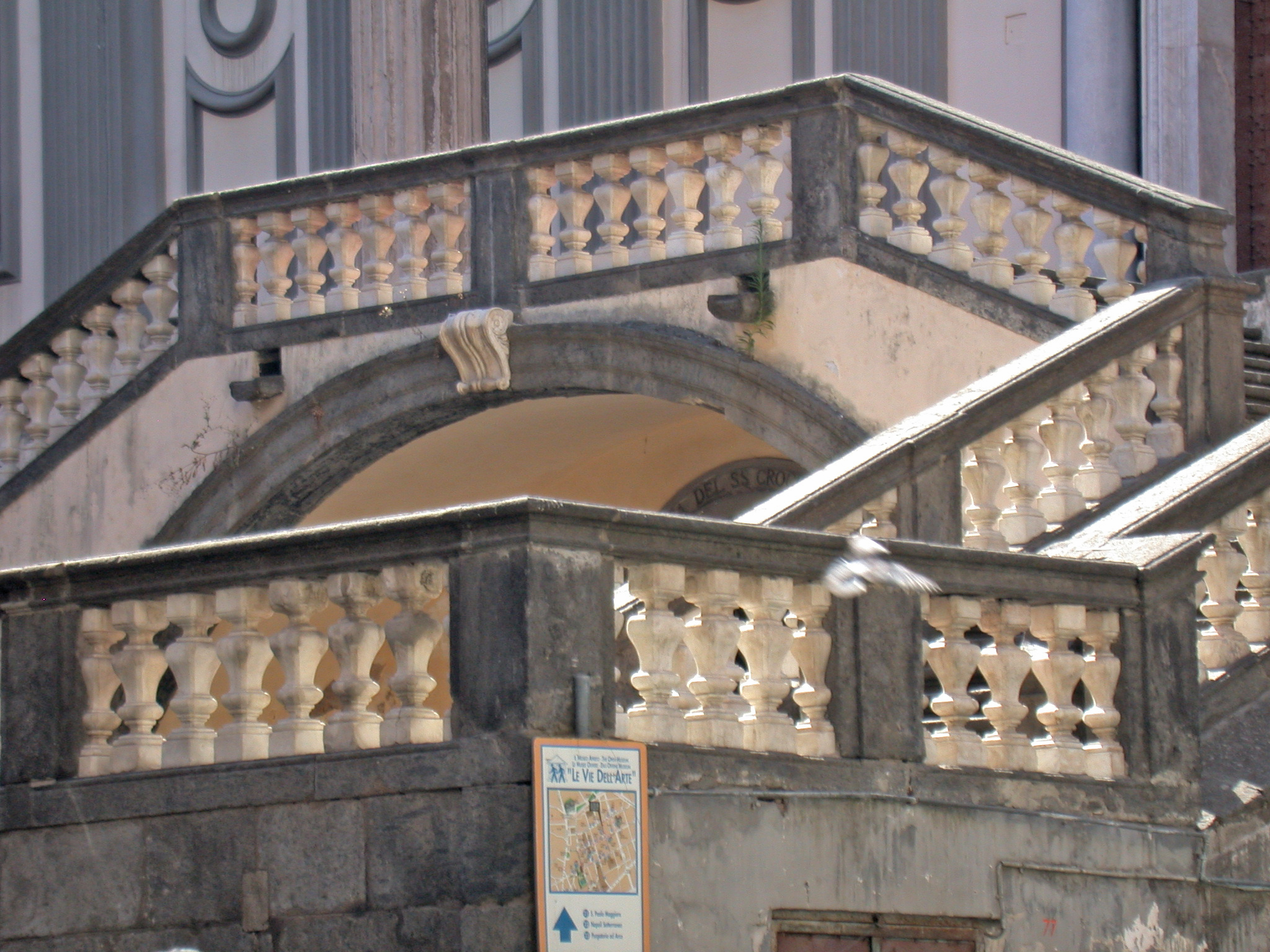
Detall de l'escala principal exterior
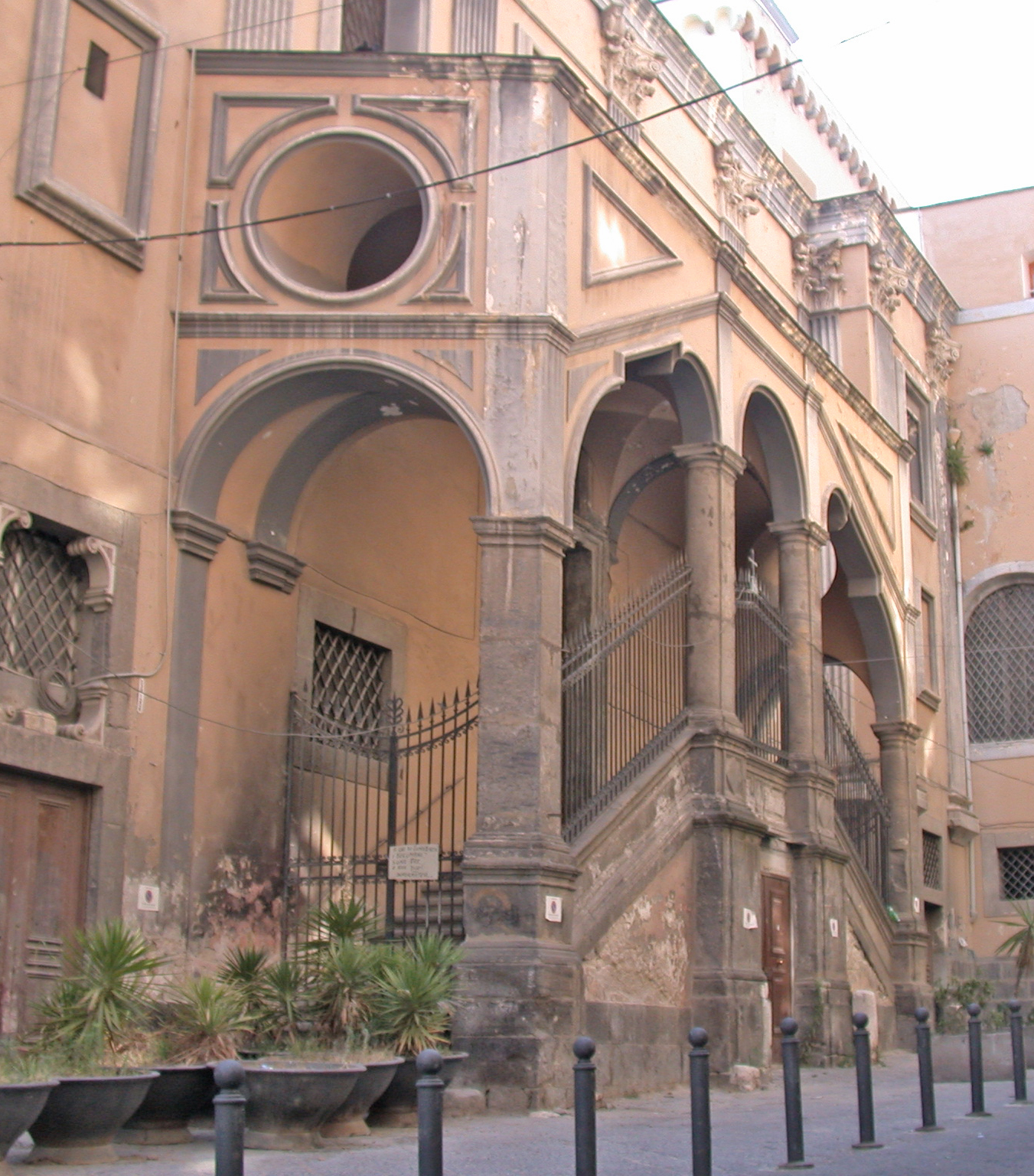
L'escala lateral
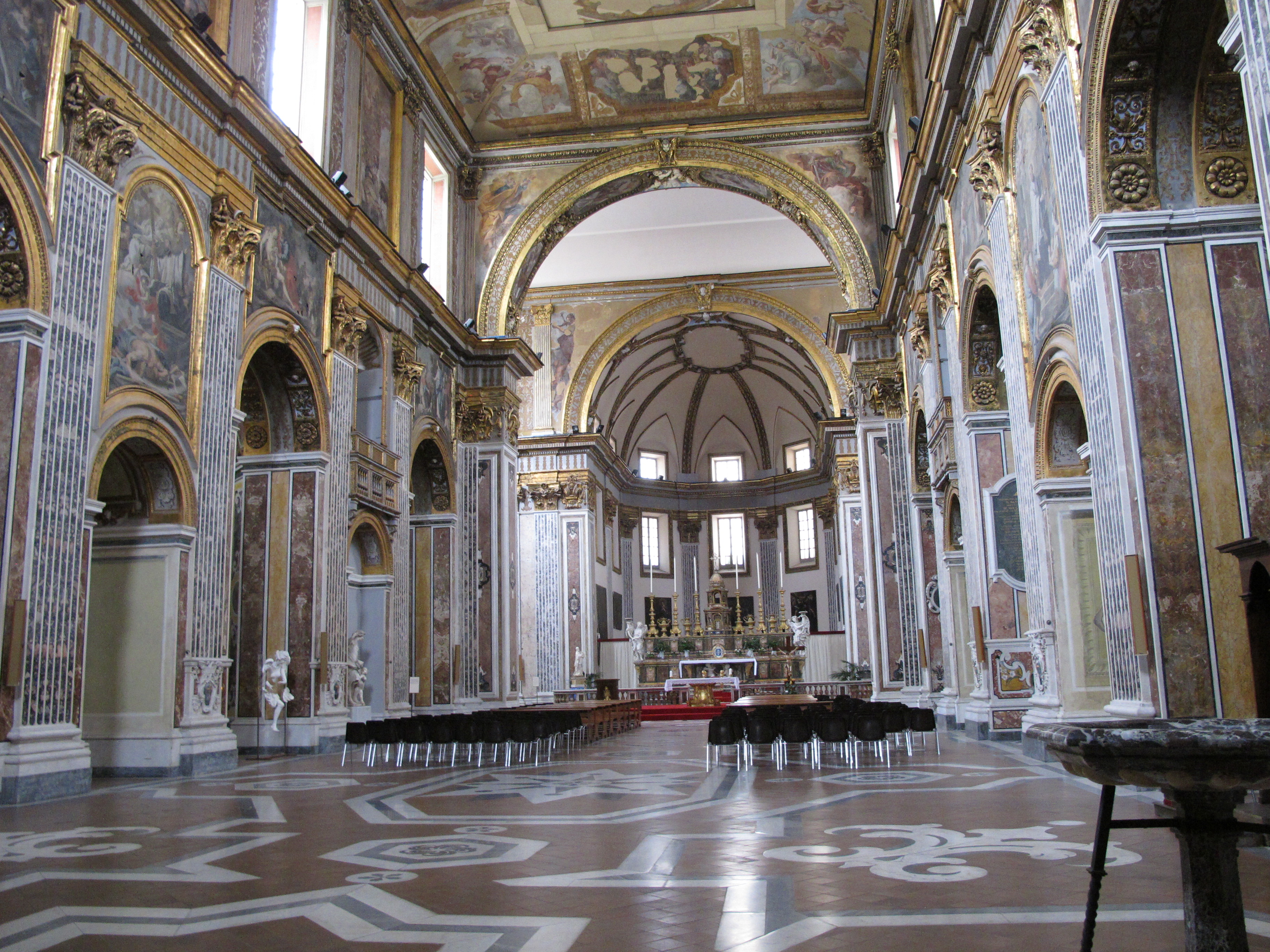
La nau central
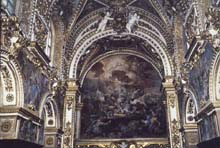
Detall de l'interior
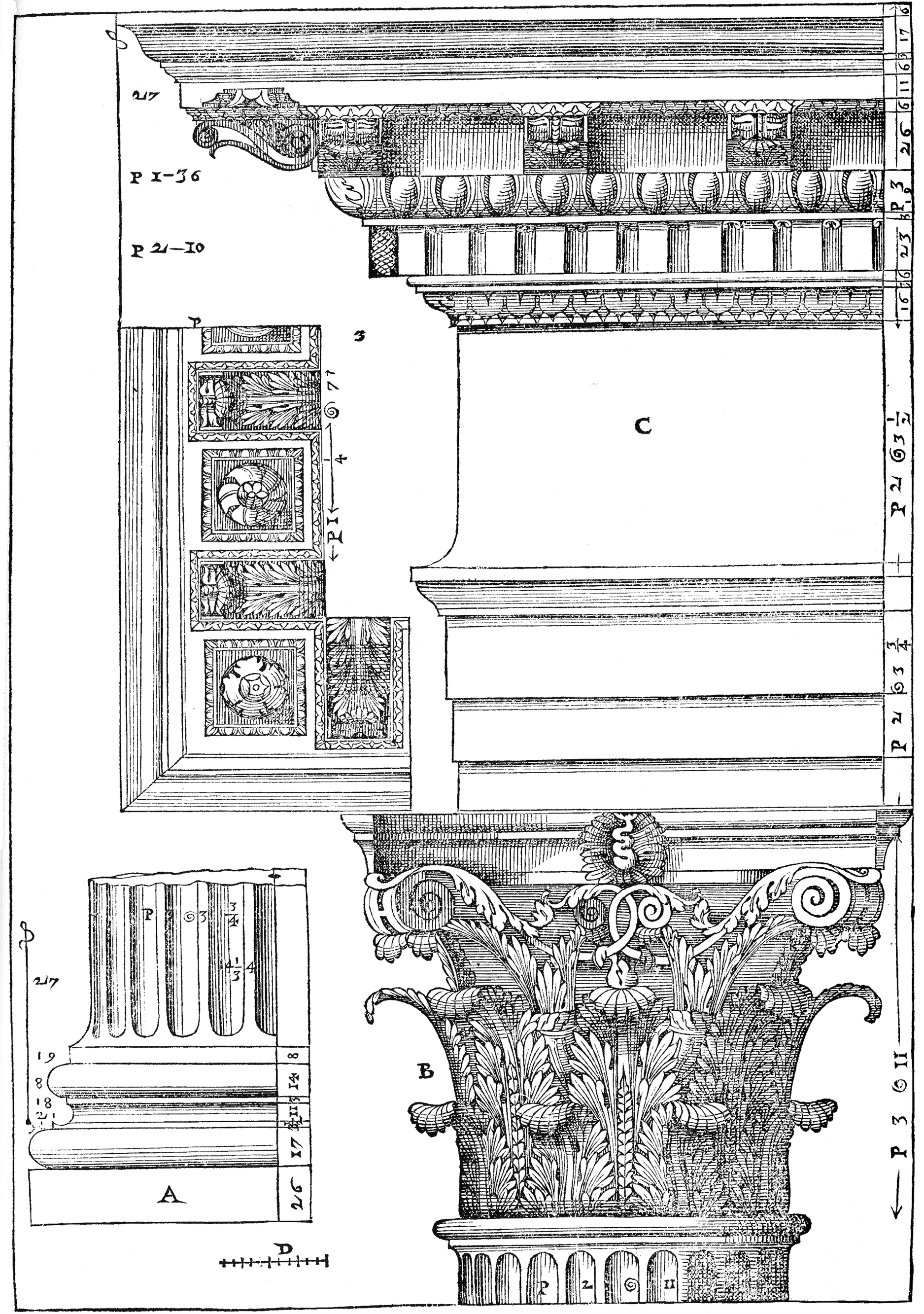
Detalls arquitectònics del Temple dels Dioscurs d'Andrea Palladio, Quatre llibres d'arquitectura, Venècia 1570.
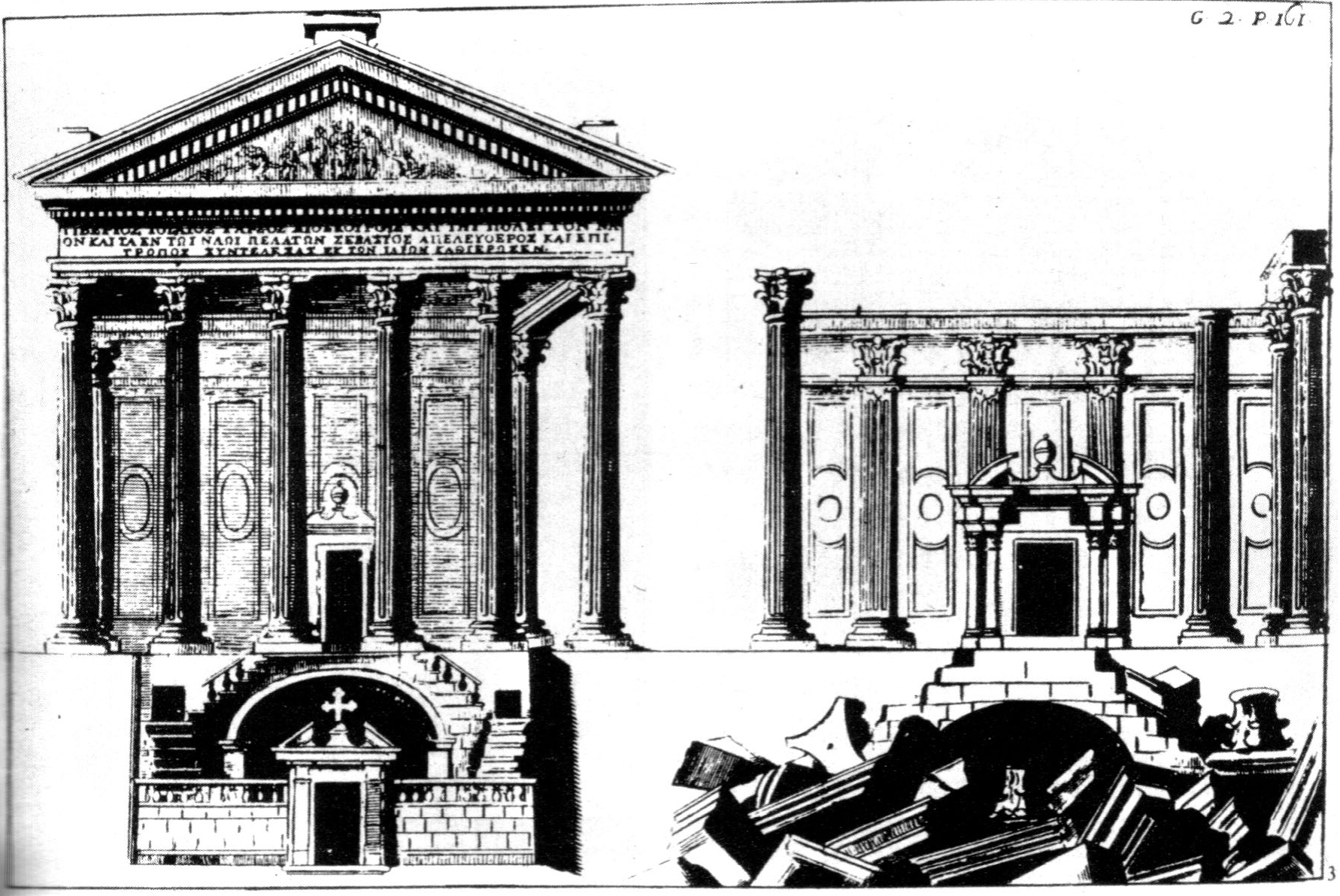
La façana de San Paolo Maggiore abans i després de l'enfonsament de 1688 (de Celano, 1692)
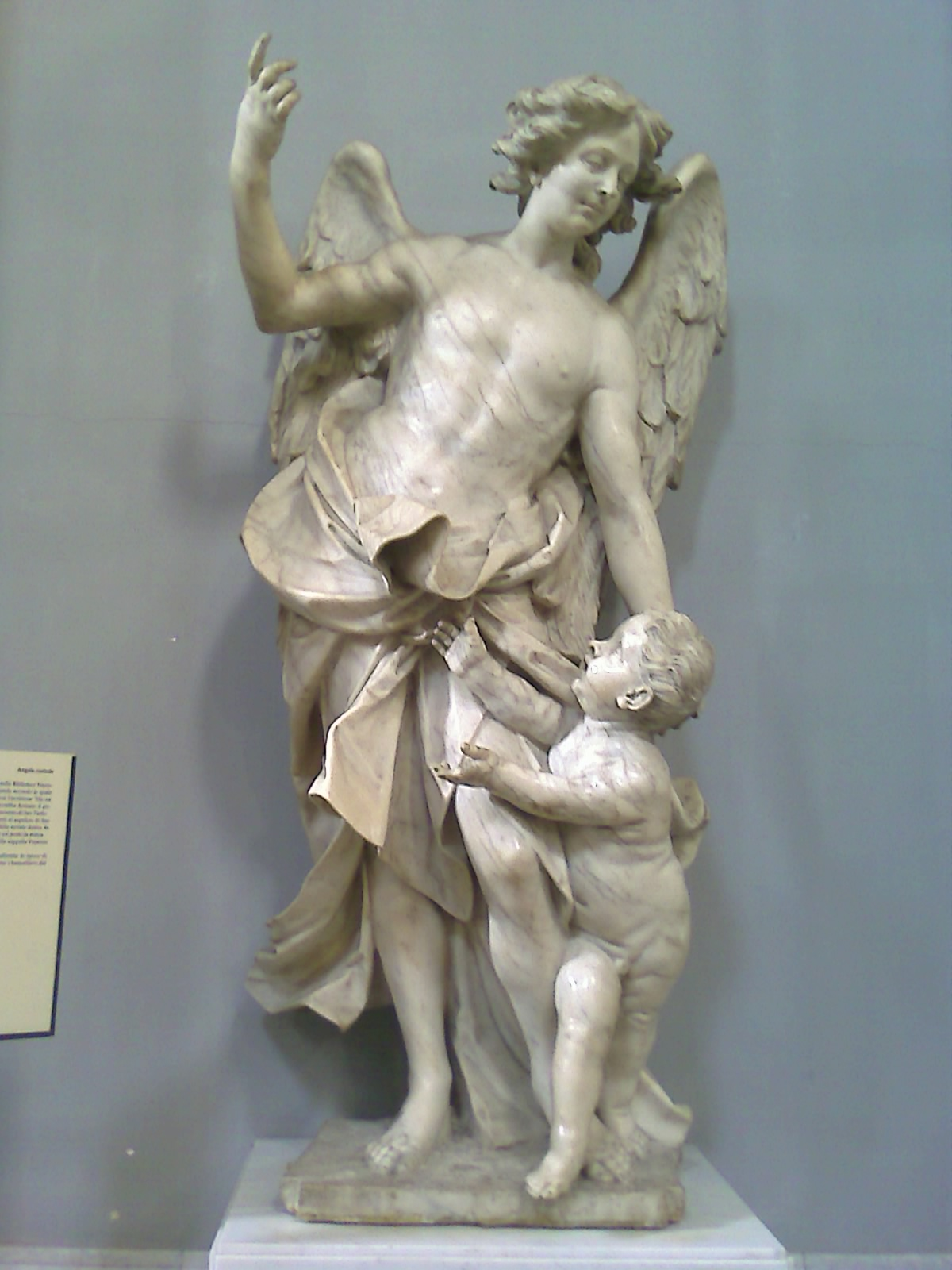
Estàtua d'un àngel per Vaccaro
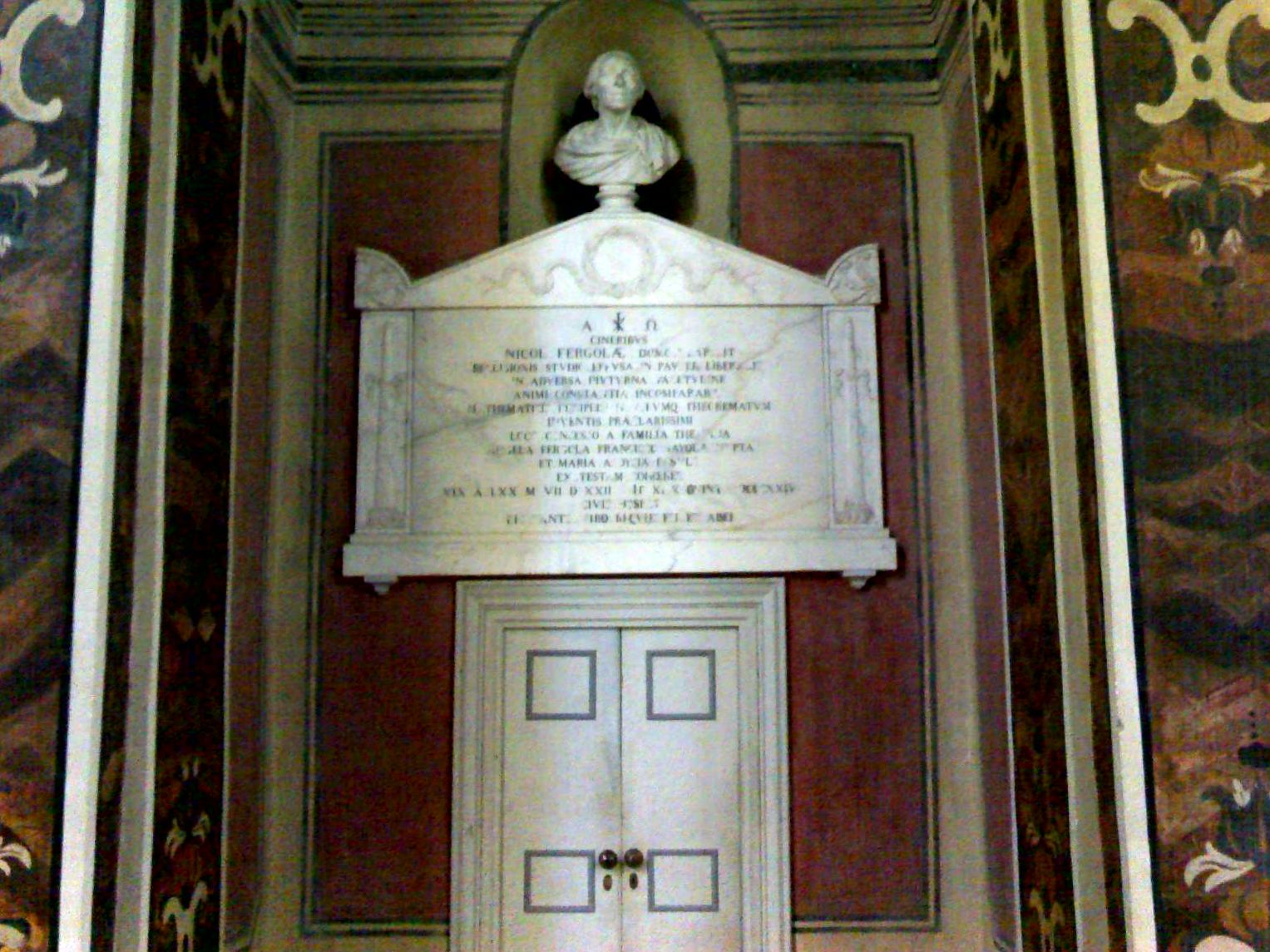
Monument funerari del matemàtic italià Nicola Fergola (1753-1828)